# 장삐쭈
장삐쭈는 대한민국의 유튜버다. 2025년 2월 11일을 기준으로 구독자 수는 약 350만명이며, 동영상은 565개이다.

## 주요 콘텐츠
- 장삐쭈 단편선:작화는 포포(박준영). 사회풍자를 많이 한다. 연재 중단되었다 2021년 최근 연재되었으나 다시 연재 중단되었다.
- 스튜디오 장삐쭈:작화는 윤성원. 장삐쭈와 팀원들의 일상을 보여주는 컨텐츠.
- 신병:작화는 포포(박준영). 장삐쭈에서 제일 인기 있는 컨텐츠. 군대를 현실 반영하여 군필자들의 공감을 얻은 컨텐츠. 시즌 2까지 나왔고 시즌 0도 나왔다.
  - 드라마 신병
- 눈빛맨:작화는 정대준. 하얀 배경의 소년 만화 느낌의 컨텐츠. 2020년 7월에 연재 중단되었다 2021년 5월쯤 다시 연재되었다. 장삐쭈 머릿속의 단행본이 있으며 무려 168권이나 연재되었다.
- 이 시리즈:작화는 안류천. 퀄리티가 낮은듯한 그림체의 컨텐츠. 초기에는 단편선이라고 불렸다.
- 미쳐버린 시리즈:제목그대로 미쳐버릴듯한 상황을 보여주는 컨텐츠.
- 봉팔맨:에이트맨이라는 일본 노래를 한국어로 패러디한 컨텐츠.

## 게임
- 머준이의 사건파일

## 방송 활동
- 2016년 : SBS 파워FM 《배성재의 텐》
- 2018년 : MBC 《뜻밖의 Q》
- 2019년 : JTBC 《해볼라고》

## 같이 보기
- 짤툰
- 총몇명
- 영상툰
- 고누리
- 썰 유튜버